# Nadine Tschanz

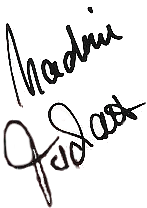
Autogramm von Nadine Tschanz

Nadine Tschanz (* 17. April 1972 in Hildesheim; auch als Nadine Chanz bekannt) ist eine deutsche ehemalige Schauspielerin, Moderatorin und ein Playmate.

## Leben
Tschanz wurde am 17. April 1972 in Hildesheim geboren und wuchs in Algermissen auf. Um 1993 besuchte sie eine Kosmetikschule und ließ sich aufgrund einer Mutprobe auf eine Teilnahme am Miss Hannover-Wettbewerb ein, den sie gewann und zur „Miss Hannover“ gekürt wurde. Dadurch erhielt sie eine Strecke in der deutschen Ausgabe des Playboy. 1996 wurde sie zur „Miss Oktober“ der deutschen Playboy-Ausgabe gewählt. Sie wurde Moderatorin bei VIVA Zwei und VIVA Deutschland. 1998 verkörperte sie in zwei Episoden der Fernsehserie Verbotene Liebe die Rolle der Jill. Ein Jahr später wirkte sie im von RTL Television produzierten Fernsehfilm S.O.S. Barracuda: Der Tod spielt Roulette mit. Im selben Jahr erhielt sie eine Episodenrolle in der Fernsehserie Die Wache und war in der Rolle der Eva im ZDF-Fernsehfilm Wilsberg: Wilsberg und die Tote im See zu sehen.
Ende der 1990er Jahre erkrankte Tschanz an Gebärmutterhalskrebs. Daher musste sie ihre Karriere als Schauspielerin und Moderatorin vorerst beenden. Zu dieser Zeit hatte sie ein Rollenangebot für die US-amerikanische Fernsehserie Baywatch – Die Rettungsschwimmer von Malibu vorliegen. Nach ihrer Genesung moderierte sie beim Fernsehsender tm3 ab 2001 die Sendung La Notte. Später moderierte sie das Format für den Nachfolgesender 9Live.

## Filmografie (Auswahl)
- 1998: Verbotene Liebe (Fernsehserie, 2 Episoden)
- 1999: S.O.S. Barracuda: Der Tod spielt Roulette (Fernsehfilm)
- 1999: Die Wache (Fernsehserie, Episode 5x20)
- 1999: Wilsberg: Wilsberg und die Tote im See (Fernsehfilm)